# Минойска керамика
Да не се бърка с минийска керамика
Минойската керамика е основен инструмент в изучаването на минойската цивилизация.
Грънчарството е изкуство, разработено за първи път по време на неолита поради необходимостта от събиране на храна. В крайна сметка керамиката става и форма на изкуството. Минойците са сред обществата, които развиват знанията си за направа на обикновена керамика в прекрасна форма на изкуство. В разцвета на цивилизацията минойските майстори черпят вдъхновение направо от природата. Животът в морето е представен с изумителна прецизност.
В по-ранните времена цялата минойска керамика е ръчна изработка, грънчарското колело се появява едва с първите дворци. Тези ранни изделия са доста тромави, с обло дъно, с червена или кафява повърхност, украсена с линии. Този стил е ранна форма на класическата древногръцка керамика. С напредване на времето минойското грънчарство става все по-художествено и с все по-интересни форми.
Керамични делви, съдържащи зехтин и масла и произхождащи от Крит към 18 век пр.н.е. са намерени на егейските острови и в континентална Гърция, на Кипър, по крайбрежията на Сирия и Египет. Изящната дворцова керамика, наречена Камарес и късно минойската керамика в морски стил са изтъкнати образци на минойските традиции в грънчарството.

## Периоди и стилове

### Край на неолита
Ранно-минойските съдове до някаква степен еволюират или продължават от края на неолита без да има някакво внезапно отклонение. Това навежда на мисълта, че минойската цивилизация се развива на място, няма влияние от изток и ранният минойски период постепенно замества края на неолита.

### Ранен минойски период
Ранният минойски период включва изделия, кръстени на град Пиргос, в който са намерени. Основната форма са чаши – потир или бокал, предназначени за пиене най-вече по време на церемонии. Чашата е съчетана със стойка, подобна на фуния. Този тип керамика е в черно, сиво или кафяво, с шарка от издълбани линии.
Друг вид керамика от този период са ръчно направени врязани вази, с обли дъна, кани, издути чаши и малки кръгли кутии с капак. Най-често за украса са използвани издълбани линии – вертикални, хоризонтални или рибена кост.
Трети тип керамика е направена от глина при контролирано окисляване в чиста пещ, без дим, в противен случай ще потъмнее. Тези съдове може да са от червени до кафяви. След това се рисува с по-тъмен цвят върху светло оцветеното тяло.
От ранно-минойския период са намерени чаши, купи, кани и чайници (Богинята на Миртос), както и цилиндрични и сферични изделия, наречени изящни сиви вази или само сиви вази. Включват полирани повърхности с издълбани диагонали, точки, пръстени и полукръгове.
За отбелязване е т.нар. керамика Василики от източен Крит с характерен петнист глазурен ефект. Това са ранни експерименти върху контрола над цвета. Започващият от тялото и завършващ с полукръг чучур поставя началото на присъщата за минойците елегантност. Петнистостта е постигната чрез непостоянно изпичане на повърхността на съда, като най-нагряваните места са черни. Като се има предвид, че петнистостта е контролирана шарка, докосването с въглен е най-вероятният начин за получаването ѝ. Ефектът е като на чаши, направени от камък.

### Среден минойски период
С възхода на градската култура са необходими повече съдове за съхранение, които имат специализирани функции. В дворцовите работилници, нивото на работа предполага по-контролирани операции и повишаване на качеството на изделията, като се набляга на усъвършенстването и новостите, така че дворцовата керамика да се различава от провинциалната. В дворцовите работилници е въведено грънчарското колело, което позволява да бъде постигната съвършена симетрия. През този период е въведено и суровото червено, то можело да се постигне само в изолирани, добре затворени пещи, които са без кислород и дим.
Питоси
Всяко населено място изисква съоръжения в подкрепа на човешките потребности, това се отнася и за дворците. Кносос има обширна канализация, водоснабдяване и дренажна система, което доказва, че не е просто церемониален лабиринт или огромна гробница. Течностите и зърното били съхранявани в питоси, намерени в магазини, складове и др. Питосите се появяват точно преди Средния минойски период и съществуват до Късния минойски период, след което се използват все по-рядко. Представляват големи глинени съдове, понякога с височината на човек. В Кносос са намерени над 400 питоса.
Смес от глина и вода се използва за моделиране и декориране на друг вид керамика. Предметът изглежда като торта, а декорацията като глазура. Спиралите и венчетата са любимите мотиви за украса на минойските съдове от Ранния минойски период III насам. Новата форма е права цилиндрична чаша.
Камарес
Този тип керамика е наречена на пещерата Камарес. Това са първите виртуозни полихромни изделия на минойската цивилизация, въпреки че първите образци на разпознаваем Камарес предхождат въвеждането на грънчарското колело. Фината глина, оформена на колелото, позволява по-голямо количество съвсем правилни форми. Повърхността е тъмна, изрисувана с бяло, червено и кафяво, и на по-късен етап – с тъмнокафява украса на светла основа със свободни флорални мотиви, розетки, симетрично навити динамични спирали и др. Дизайнът винаги е от симетрични компоненти.
Тук са използвани природни обекти като октоподи, миди, ракообразни животни, лилии, минзухари и палмови дървета. Телата на съдовете са високи и тънки като яйчена черупка, с елегантни чучури и красива декорация.
В Средния минойски период се увеличава използването на природни мотиви. При керамиката в стил Камарес всички области с флорални мотиви са свързани и всички елементи са съединени заедно. По-късно в същия период се появяват разнообразни растителни елементи, предшественици на флоралните мотиви на по-късния Флорален стил, достигнал разцвет в Късния минойски период. Свободният дизайн на цветни и листови форми, изрисувани в червено и черно на бяла, бледо жълта или розова повърхност преобладава и има устойчиво развитие.

### Късен минойски период
Флорален стил
Флоралният стил изобразява палми и папируси, с различни видове от лилии и допълнени с листа. Те се появяват както в керамиката, така и във фреските. Някои наричат стила „натурализъм“, а други посочват, че формите и цветовете са далеч от естествените. Зеленото, естествения цвят на растенията, се появява изключително рядко.
В Късния минойски период има типични листни декорации, като всеки мотив е характерен за определен творец, но имената им не са запазени, както и в цялото минойско изкуство.
Ритони
От Късния минойски период е и ритонът (чаша за пиене) от стеатит, имитиращ керамика. Някои от ритоните са орнаментирани, например ритонът „Глава на бик“ намерен в Кносос, или „Ваза на жътвата“, както и ритон с изображения на боксьори. „Вазата на жътвата“ изобразява процесия от стройни, мускулести мъже, голи до кръста, носещи инструменти с дълги дръжки, които приличат на комбинация на коса с гребло. Долната част на релефа, която е била изработена отделно, е загубена. Целият съд първоначално е бил позлатен.
Морски стил
В Късния минойски период също се появява морски стил, може би вдъхновен от фреските. Цялата повърхност на съда е покрита с морски обитатели: октоподи, риби, делфини, на фона на скали, морски водорасли и гъби. Това е последният чисто минойски стил. Към края на периода всички дворци с изключение на Кносос са разрушени, както и много вили и градове.
Минойско-микенски стил
Минойската култура не скъсва с миналото си, тяхната традиция продължава да се развива при новодошлите заселници. Въпреки това формите и дизайнът на вазите придобива все повече микенски характер с голямо разнообразие от декорации. Видовете форми се увеличават и до известна степен зависят от автора. Някои от най-често използваните са бокал, амфора, триножник, купа за вода, купа. Датирането на късно-минойските съдове често е затруднено. Керамиката не е единственият използван материал и има съдове от калцит, хлорит, плочник, долмит и други цветни камъни с издълбани в керамиката форми.
Дворцов стил
През Късно-минойския период микенското влияние е очевидно. Формите на Кносос са сходни с тези на континента. Дворцовият стил адаптира елементи от предишни стилове, но също така добавя нови, като на практика декорациите се ограничава с ленти, разположени обикновено на основата и рамото на съда. Движението е към абстракция.
Изпъкват египетските мотиви като лотос и папирус, изображения на цветя, висящи на тънки стебла.
Критският художник винаги се стреми с рисунката си да подчертае формата: за кръглата той избира кръгъл орнамент, на висока ваза изобразява стройно стебло на растение, леко разширяващо се със своите цветове към върха, подобно на самия съд. Това качество на критските художници на керамика впоследствие ще бъде продължено от гърците.
Минойските грънчари са били неспокойни и находчиви майстори, които никога не са били в състояние да се придържат към един стил за дълго време. В действителност археологичните разкопки ни показват, че минойският творец непрекъснато променя формата и стила на своите творения.